# تپه خرابه سبیل ۳
تپه خرابه سبیل ۳ (موسايي تپه سي) مربوط به هزاره اول (پیش از میلاد) - دوره اسلامی قرن ۶ تا ۸ ه.ق است و در شهرستان تکاب، بخش مرکزی، دهستان انصار، روستای سبیل واقع شده و این اثر در تاریخ ۳۰ دی ۱۳۸۵ با شمارهٔ ثبت ۱۶۷۴۰ به‌عنوان یکی از آثار ملی ایران به ثبت رسیده است.